# ال‌تی هاس (کشتی‌بخار)
ال‌تی هاس (کشتی‌بخار) (به انگلیسی: L.T. Haas (steamboat)) یک کشتی بود.